# Diecezja kujawsko-kaliska

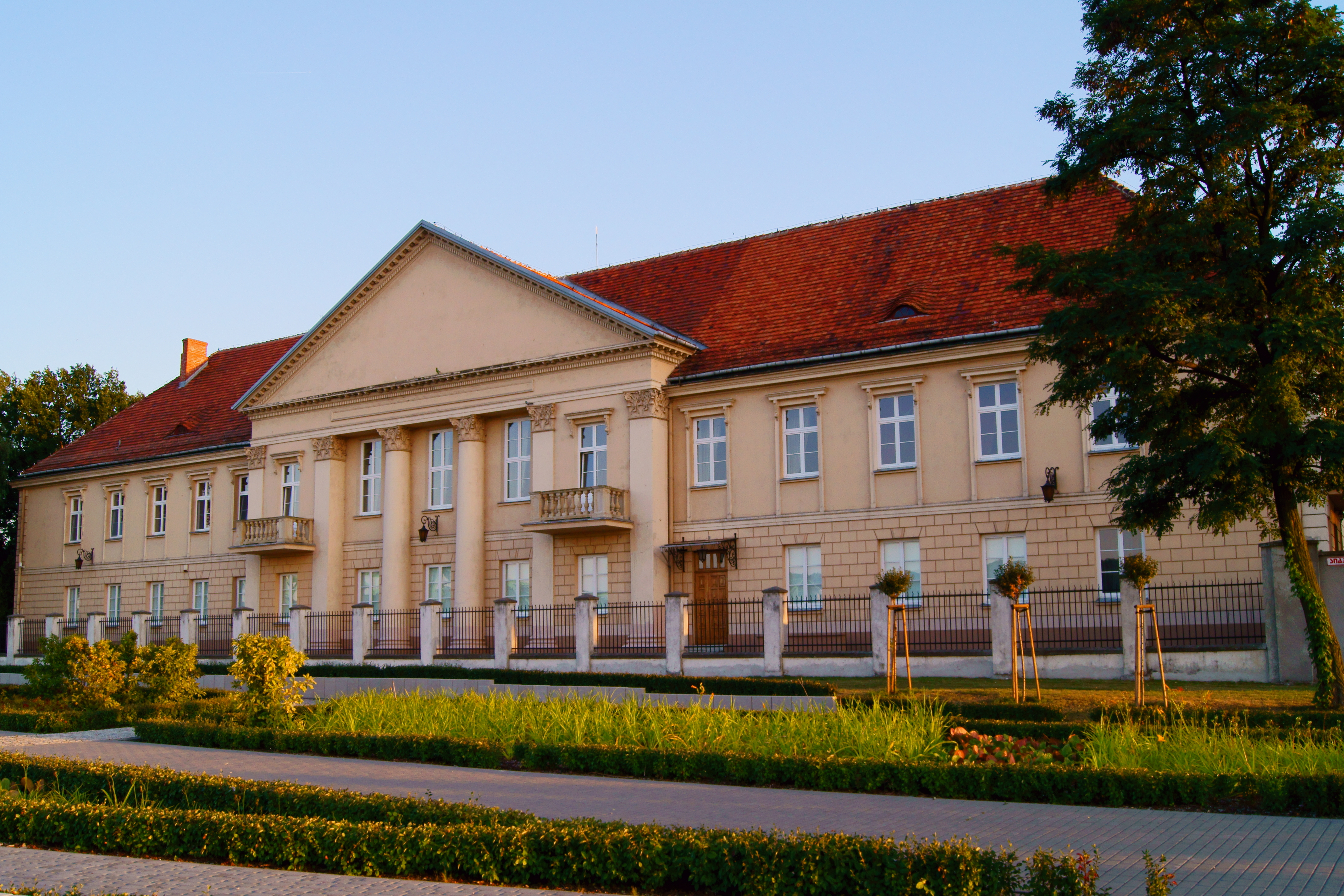
Pałac Biskupi we Włocławku

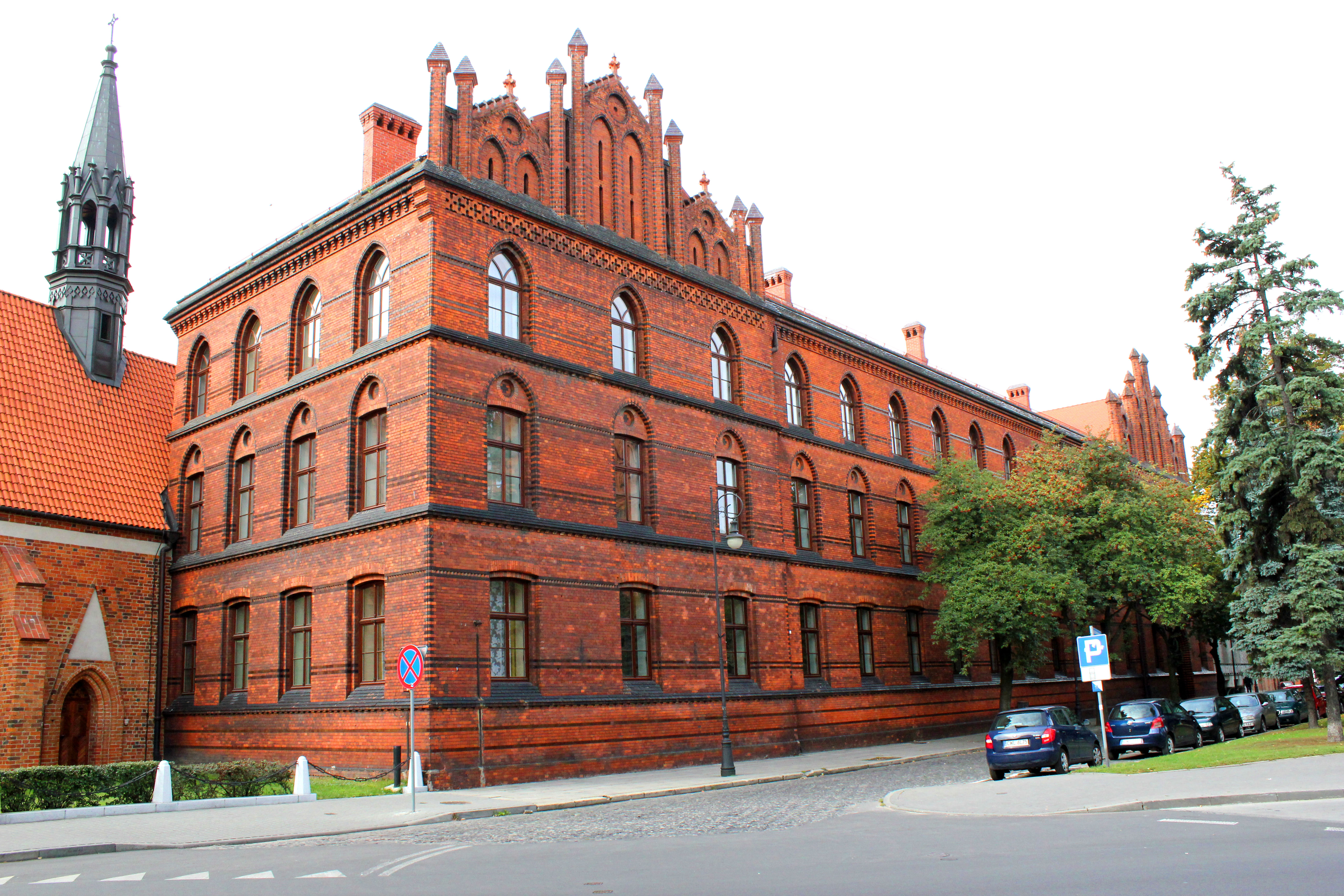
Wyższe Seminarium Duchowne we Włocławku

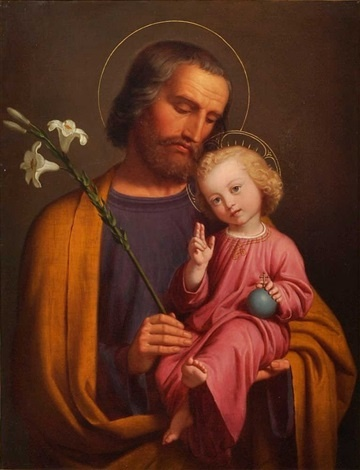
Święty Józef, patron diecezji

Diecezja kujawsko-kaliska – jedna z 8 diecezji obrządku łacińskiego metropolii warszawskiej erygowana 30 czerwca 1818 bullą papieża Piusa VII Ex imposita Nobis jako Vladislaviensis seu Calisiensis (łac. ’włocławska czyli kaliska’), zwyczajowo nazywana kujawsko-kaliską.

## Historia
Diecezja kujawsko-kaliska obejmowała obszar województwa kaliskiego i obwód kujawski województwa mazowieckiego i była największą diecezją Królestwa Polskiego. Głównymi ośrodkami religijnymi diecezji była Częstochowa i Kalisz, patronem diecezji był św. Józef z Nazaretu.
Ingres pierwszego biskupa kujawsko-kaliskiego Andrzeja Wołłowicza do kościoła św. Mikołaja Biskupa w Kaliszu odbył się 4 lipca 1819.
W latach 1818–1819 przy placu św. Józefa w Kaliszu wzniesiono według projektu Sylwestra Szpilowskiego pałac biskupów kujawsko-kaliskich.
Katedra, seminarium duchowne i kapituła katedralna zostały ulokowane we Włocławku – dawnej siedziby biskupstwa kujawskiego. Biskupi rezydowali w Kaliszu. W pierwszej połowie XIX wieku planowano ulokować całą władzę diecezjalną w tym mieście. Jednak już w połowie tegoż wieku biskupi zaczęli rezydować ponownie we Włocławku.
W 1870 diecezja kujawsko-kaliska dzieliła się na trzynaście dekanatów:
- częstochowski (19 parafii)
- kaliski (34 parafie)
- kolski (19 parafii)
- koniński (23 parafie)
- łaski (21 parafii)
- nowo-radomszczański (30 parafii)
- piotrkowski (29 parafii)
- radziejowski (28 parafii)
- sieradzki (26 parafii)
- słupecki (22 parafie)
- turkowski (28 parafii)
- wieluński (36 parafii)
- włocławski (22 parafie)

Diecezja kujawsko-kaliska została zniesiona bullą papieża Piusa XI Vixdum Poloniae unitas z 28 października 1925. Jej spadkobierczynią została diecezja włocławska.

## Biskupi kujawsko-kaliscy
biskupi ordynariusze
- 1818–1822 – Andrzej Wołłowicz
- 1822–1831 – Józef Szczepan Koźmian
- 1831–1836 – sediswakancja
- 1836–1850 – Walenty Maciej Tomaszewski
- 1850–1851 – sediswakancja
- 1851 – Mikołaj Błocki (nominat)
- 1851–1856 – sediswakancja
- 1856–1867 – Jan Michał Marszewski
- 1867–1876 – sediswakancja
- 1876–1883 – Wincenty Teofil Popiel
- 1883–1902 – Aleksander Kazimierz Bereśniewicz
- 1902–1925 – Stanisław Zdzitowiecki

biskupi pomocniczy
- 1838–1844 – Józef Goldtmann
- 1844–1861 – Tadeusz Łubieński
- 1884–1887 – Karol Ludwik Pollner
- 1889–1903 – Henryk Piotr Kossowski
- 1918–1925 – Władysław Krynicki
- 1918–1925 – Wojciech Owczarek